# Gladde ereprijs
De gladde ereprijs (Veronica polita) is een kleine eenjarige plant die bloeit van april tot oktober. De soort wordt 7-30 cm hoog. De bloemen zijn donkerblauw of met een lichtere onderste slip en ongeveer 5-8 mm groot. De slippen hebben een verschillende breedte.
De onderste, meestal glanzende bladeren zijn donkergroen, eirond soms langwerpig en hebben een diep gekartelde-gezaagde rand. De stengel is behaard.
De doosvruchten zijn omgekeerd hartvormig, hebben zeer korte gewone haren en lange klierharen en hebben gebogen vruchtstelen. Een vruchthok heeft zeven tot negen zaden.

## Voortplanting en verspreiding
De plant komt van nature voor in Eurazië. De gladde ereprijs verspreidt zich via zaad, die het hele jaar kunnen ontkiemen. Veel zaden kiemen echter in het najaar waarna de plant in het voorjaar bloeit en zaad zet om vervolgens af te sterven.
De gladde ereprijs komt voor op open plekken op gronden die niet te zwaar mogen zijn. Zo is ze in akkers en tuinen veel te vinden. Ook groeit ze tussen de tegels van het trottoir. In weilanden is ze te vinden in molshopen en op plekken waar mieren de grond open hebben gemaakt.

## Namen in andere talen
- Duits: Glänzender Ehrenpreis
- Engels: Grey Field-speedwell
- Frans: Véronique luisante